# 索伊莫诺夫角
索伊莫諾夫角（俄语：Мыс Соймонова）或野手户岬（日语：／）是萨哈林岛南部的海角，属马卡罗夫区。向北约2公里是坐落在波罗奈区戈良斯基角的戈连卡灯塔，向西南123公里是穆洛夫斯基角，向西南58公里是克洛科夫角，向西南72公里是达利林普利角，向西74公里是伊兹利梅捷夫角，向东偏北100公里是皮亚塔角，东偏北104公里有波波夫角，东南向130公里是捷尔佩尼耶角。